# Henig, Alba
Henig (în maghiară Henningfalva, în germană Henningsdorf) este un sat în comuna Berghin din județul Alba, Transilvania, România.

## Date geologice
Pe teritoriul acestei localități se găsesc izvoare sărate. 

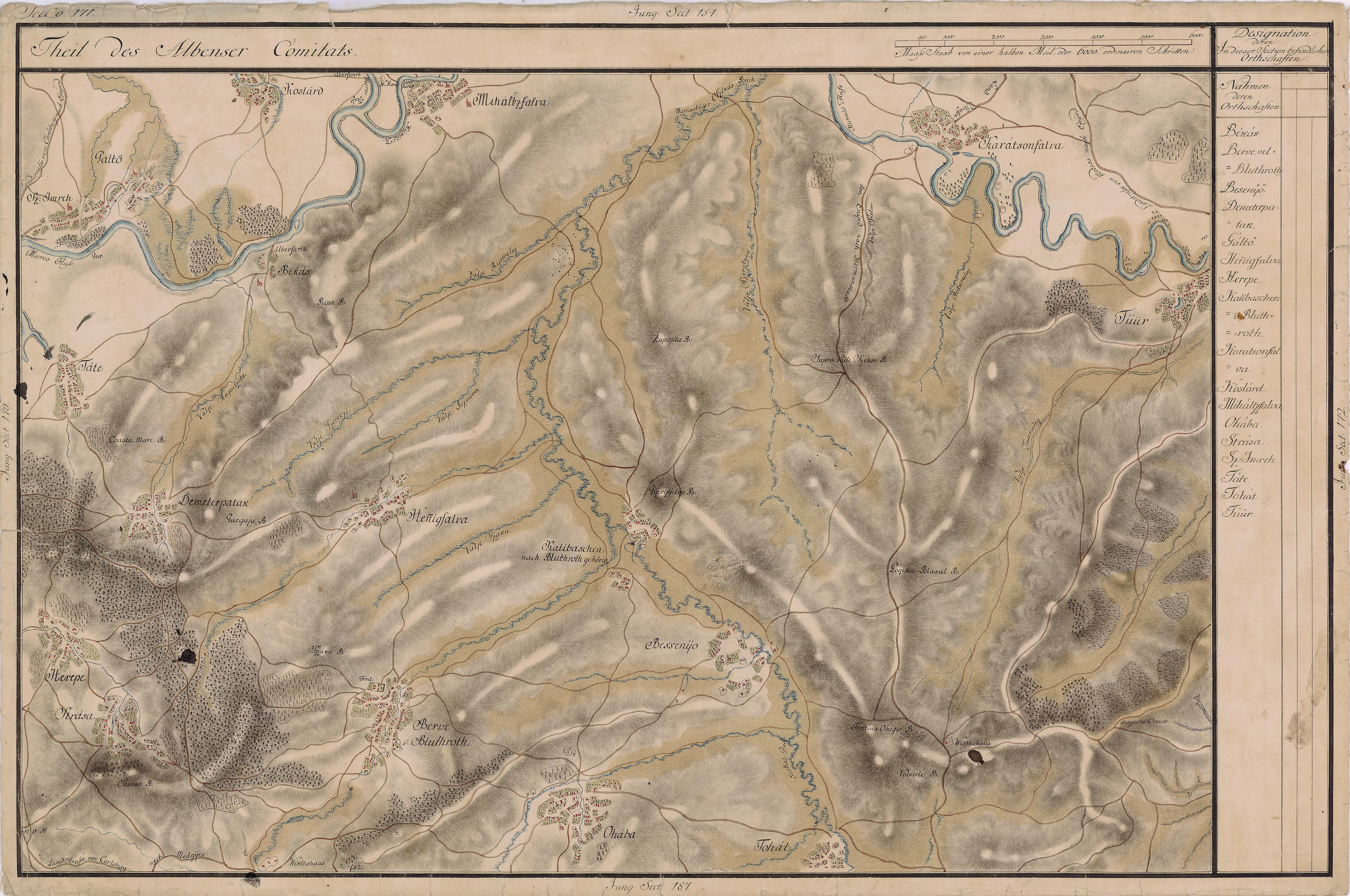
Henig în Harta Iosefină a Transilvaniei, 1769-1773

## Personalități
- Cornelia Velțianu (1888 - 1980), delegat în Marea Adunare Națională de la Alba Iulia 1918